# Ditzum
Ditzum ist ein Fischer- und Hafendorf am Südufer der Unterems in Ostfriesland, etwa zwei Kilometer vor deren Mündung in den Dollart. Es liegt im Rheiderland und gehört seit einer Gemeindereform 1973 zur Gemeinde Jemgum im niedersächsischen Landkreis Leer.
Mit etwa 650 Einwohnern und einer Fläche von 20,4 km² ist das Dorf der zweitgrößte der elf Jemgumer Ortsteile. Wegen seiner abseitigen Lage in der nordwestlichsten Ecke des Rheiderlands ist es auch als Endje van de Welt bekannt. Sein Sielhafen mit jahrhundertealter Kontinuität und einem der letzten funktionierenden Siele sind einzigartig in Ostfriesland. Der historische Zusammenhang von Warftsiedlung mit Windmühle, romanischer Kirche und Kirchturm in Form eines Leuchtturms (1846) sowie Hafen und der Binnenentwässerung durch das Sieltief mit seiner „Hühnerbrücke“ ist heute noch nachvollziehbar und von Bedeutung. Dies hebt den Ort von ähnlich strukturierten Warftorten der Unterems ab, die durch Deichvorverlegungen oft ihre ursprüngliche Sielhafenfunktion verloren haben.
Die in Ditzum stationierte Emsfähre in den Emder Stadtteil Petkum ist die letzte verbliebene Emsfähre auf ostfriesischem Boden.

## Geschichte

### Dorfentstehung
An der Ems entstand durch die Ablagerungen der Gezeiten ein fester, höher gelegener Uferwall, der für Wohnansiedlungen geeignet war. Auf diesem Uferwall wurde im 8. Jahrhundert vermutlich an einer Prielmündung Tetteshem (= Ditzum) gegründet. Zunächst ebenerdig, zwangen später steigende Wasserstände zur Anlage eines erhöhten Warftendorfs (Scheitellinie etwa heutige Kirchstraße), die ab 11. Jahrhundert auch durch eine erste geschlossene Deichlinie geschützt wurde. Im Laufe der Zeit entwickelte sich das Warftendorf westlich des Priels zu einem kleinparzelligen Haufendorf, östlich davon bildete sich eine landwirtschaftlich geprägte Straßensiedlung heraus. Das fruchtbare Marschland bietet bis heute ideale Voraussetzungen für die Viehwirtschaft. Ursprünglich gab es sechs große Bauernhöfe (Plaatse), von denen heute nur noch ein Gulfhof im Ort erhalten ist. Die Tradition als Fischerdorf geht zurück bis in das 16. Jahrhundert, als sich nach der verheerenden Cosmas- und Damianflut und der Antoniflut die Wattenflächen des Dollarts bildeten (s.u. Geschichte von Siel und Hafen). Entsprechend wird der Granatfang erstmals 1624 erwähnt. Ein weiteres wirtschaftliches Standbein war bis in das späte 20. Jahrhundert das Ziegeleiwesen, das seit 1500 nachweisbar ist.

Etwa 1180–1220 n. Chr. wurde am Südende der Warft die heute ortsbildprägende Backsteinkirche errichtet, die einen hölzernen Vorgängerbau ersetzte.

### Spätmittelalter: Häuptlings- und Grafenherrschaft
In der Endphase der „Friesischen Freiheit“ zwischen 1350 und 1450 herrschten wie überall in Ostfriesland Häuptlinge: bekannt ist Anfang des 15. Jahrhunderts ein Häuptling Thyo von Ditzum. Um 1450 existierte in Ditzum eine Burg westlich der Kirche, die wohl auch dem Schutz des Deichdurchlasses diente. 1464 endete die Häuptlingsperiode und Ditzum wurde Teil der Reichsgrafschaft Ostfriesland. An der Wende zum 16. Jahrhundert wurde das mittelalterliche Rheiderland in Ober- und Niederrheiderland aufgeteilt. Letzteres wurde dem Amt Emden zugeschlagen, Ditzum wurde eine Vogtei im Amt Emden.
In der Kirche wirkte 1526 der erste evangelischer Prediger. 1550 erhielt sie ihr heutiges Pfarrhaus. Der in der Kirche noch heute genutzte Abendmahltisch (1660) und die mit biblischen Motiven reich verzierte Barockkanzel (1684) gehören zu den wertvollsten ihrer Art in Ostfriesland. 1640 übernahm Ditzum die reformierte Konfession und bildete gemeinsam mit Pogum und Petkum eine kleine Landeskirche.

### Von Preußen zu Preußen
1744 fiel Ditzum mit der Grafschaft Ostfriesland an Preußen. In der Folge belebte sich die Wirtschaft durch den Landesausbau und den Warenverkehr im Hafen stark und Ditzum wurde Mitte des 18. Jahrhunderts zum größten Handwerks- und Kaufleutestandort des Amtes Emden. Vom Wohlstand des Dorfes zeugen 1750 die Einrichtung einer Schule (in der heutigen Kirchstraße) und der Bau einer Galerie-Holländermühle zur Mehlherstellung (1768).
1806–10 war das Rheiderland und damit auch Ditzum aufgrund alter niederländischer Ansprüche aus Ostfriesland ausgegliedert und Teil des Königreich Holland, anschließend gehörte es bis 1813 unmittelbar zum Kaiserreich Frankreich. Nach Napoléons Niederlage im Jahr 1814 kam Ostfriesland erneut für zwei Jahre zu Preußen und fiel 1815 nach dem Wiener Kongress an das Königreich Hannover. Zu dieser Zeit (1823) hatte der Ort 676 Einwohner, darunter 11 Kaufleute und 28 Handwerker verschiedener Berufe. Die meisten Einwohner lebten von der Landwirtschaft, unter ihnen viele Tagelöhner und Warfsleute. 1846 waren sechs Frachtschiffe in Ditzum bereedert. Im gleichen Jahr wurde auch der bis heute das Ortsbild prägende leuchtturmartige Kirchturm erbaut. 1866 wurde Ditzum erneut preußisch. Seit 1873 erleichterte eine befestigte Landstraße den Verkehr nach Leer (heutige L15).
Bis um 1900 veränderte sich der Ort wenig, erst danach erfolgten Erweiterungen. Im Osten entstanden die Molkerei und die neue dreiklassige Schule (finanziert aus den Gewinnen des Fährbetriebs). Den Westen prägte die neue Mansholt’sche Ziegelei sowie eine kleine Ansiedlung von Zollbediensteten am Emsdeich. In den 1930er-Jahren kam an der Pogumer Straße eine Arbeitersiedlung hinzu.

### Weimarer Republik
Die wirtschaftliche Krise nach dem Ersten Weltkrieg führte 1919 in Ditzum zu Plünderungen hungernder Arbeiter und Landarbeiter. Die Bevölkerung war zu Beginn der Weimarer Republik noch mehrheitlich linksliberal (Stimmenanteil DDP 1919: 44 %). Spätestens ab 1930 war Ditzum ein relativ wichtiger Stützpunkt der Nationalsozialisten im „roten Ostfriesland“. Zwar lag der Stimmenanteil der NSDAP 1930 noch bei 20 %, zwei Jahre später jedoch schon bei 71 % und damit höher als in benachbarten, von Arbeitern geprägten Emsuferdörfern.

### Nationalsozialismus und Zweiter Weltkrieg
Durch die Grenznähe zu den Niederlanden gab es in den 1930er-Jahren und insbesondere während des Zweiten Weltkrieges viele Verfahren wegen Zollvergehen und Schmuggels gegen Ditzumer Bürger. 1938 wurden bei Deicherhöhungen im Hafen u. a. jüdische Zwangsarbeiter aus Österreich eingesetzt, die in einem Barackenlager bei Pogum untergebracht waren. 1943 brannte die Windmühle in einem Sturm ab, konnte aber provisorisch als Motormühle weiterbetrieben werden.
Im Zweiten Weltkrieg hatte die Fähre militärische Bedeutung für Transporte zur schweren 10,5 cm-Flakbatterie der MFlakAbt 276 in Pogum. Im April 1945 näherten sich die Fronten aus dem Emsland und der Groninger Region, ab 19. April 1945 begann der Artilleriebeschuss des nördlichen Rheiderlandes. Viele Bewohner suchten in den Ringöfen der stillgelegten Ziegeleien oder in privaten Erdbunkern Schutz. Die Kirche erhielt mehrere Volltreffer und erlitt schwerste Beschädigungen an Dachstuhl, Nordwand und dem Ostgiebel, die Sägemühle am Sieltief wurde zerstört, viele Häuser waren beschädigt. Am Abend des 24. April wurden die Sieltore deutscherseits gesprengt, um durch Überflutung des Rheiderlands das Vorrücken der kanadischen und polnischen Truppen zu verzögern. Zwei Tage später ergaben sich die noch verbliebenen rund 150 deutschen Soldaten und Volkssturmleute den aus Pogum vorrückenden Kanadiern kampflos. Nachfolgend lag der Ort aber noch bis zum Waffenstillstand unter schwerem Beschuss durch die deutschen Batterien von Emden und Petkum, die die größten Gebäudeschäden verursachten.

### Nachkriegszeit und Strukturwandel
Nach dem Zweiten Weltkrieg stieg die Einwohnerschaft durch Zuzug von Flüchtlingen von 770 (1939) auf einen Höchststand von 1054 Einwohnern (1950; Flüchtlingsanteil 22 %) – eine vorher und später nie wieder erreichte Zahl. Politisch votierten die Ditzumer bei den ersten Bundestagswahlen 1949 eher links (SPD: 53,3 %), seitdem wechseln sich CDU und SPD in der Gunst ab.
1949 konnte nach umfangreichen Reparaturen auch die massiv beschädigte Kirche wieder eingeweiht werden. Das Bevölkerungswachstum erforderte Neubauwohnraum. So entstanden Siedlungen am Hohen Weg südlich des Armenhauses (1950) und an der Straße nach Nendorp (1960).

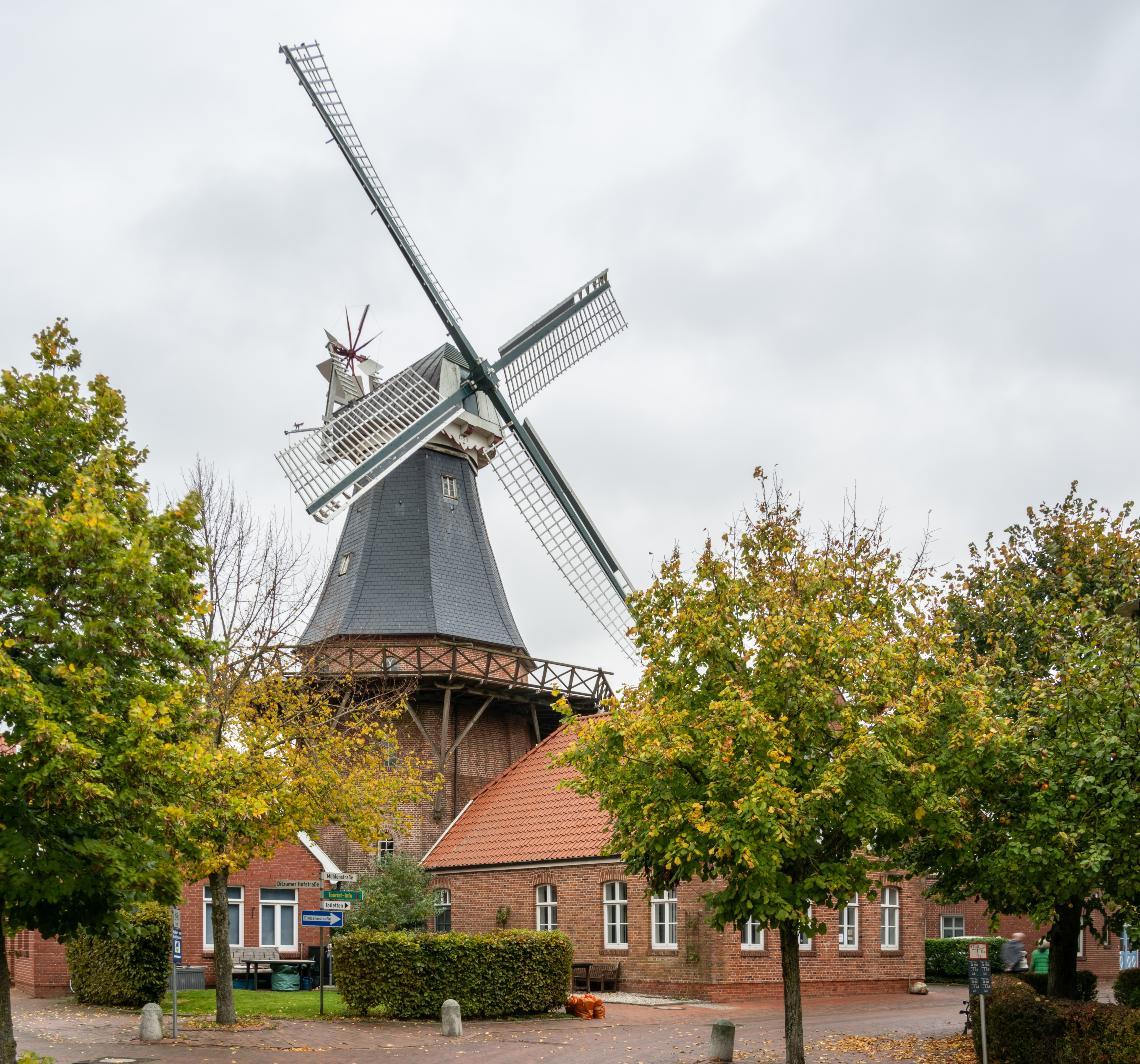
Ditzumer Windmühle

1982 wurde Ditzum in das niedersächsische Modellvorhaben „Dorfentwicklung“ aufgenommen (Grund waren die großen Brachen der 1975 / 80 abgerissenen Ziegeleien). Dadurch konnte parallel zur Deich- und Hafensanierung von 1984 bis 1988 die Dorfentwicklung angegangen werden. So entstanden Mitte der 1980er-Jahre auch im Dorfwesten auf den Flächen der abgerissenen Mansholt'schen Ziegelei Neubaugebiete, u. a. die Ferienhaussiedlung „Achter`t Diek“. Heute überragen diese Neubaugebiete den eng bebauten Ortskern. Bedeutend für die Wiederherstellung der historischen Dorfsilhouette war die Restaurierung der im Krieg geschädigten Mühle Anfang der 1990er (1992: Achtkant und Galerie, 1994 Kappe und Windrose). Die Verkehrsverhältnisse besserten sich 1974 entscheidend durch den Bau der Ortsumgehung.
Der Erhalt des Sielhafens und die gelungene Dorfentwicklung legten den Grund für die Neuorientierung des Fischerortes zum Tourismus. Dieser profitierte dabei auch von der neuen A 31 Richtung Ruhrgebiet sowie der Fertigstellung des Emstunnels 1989. Seit 1995 trägt der Ort als einziger des Landkreises Leer die Auszeichnung staatlich anerkannter Erholungsort. Die Landwirtschaft ist immer noch ein wesentlicher Wirtschaftsfaktor, aber mit sinkender Bedeutung.

## Geschichte von Siel und Hafen

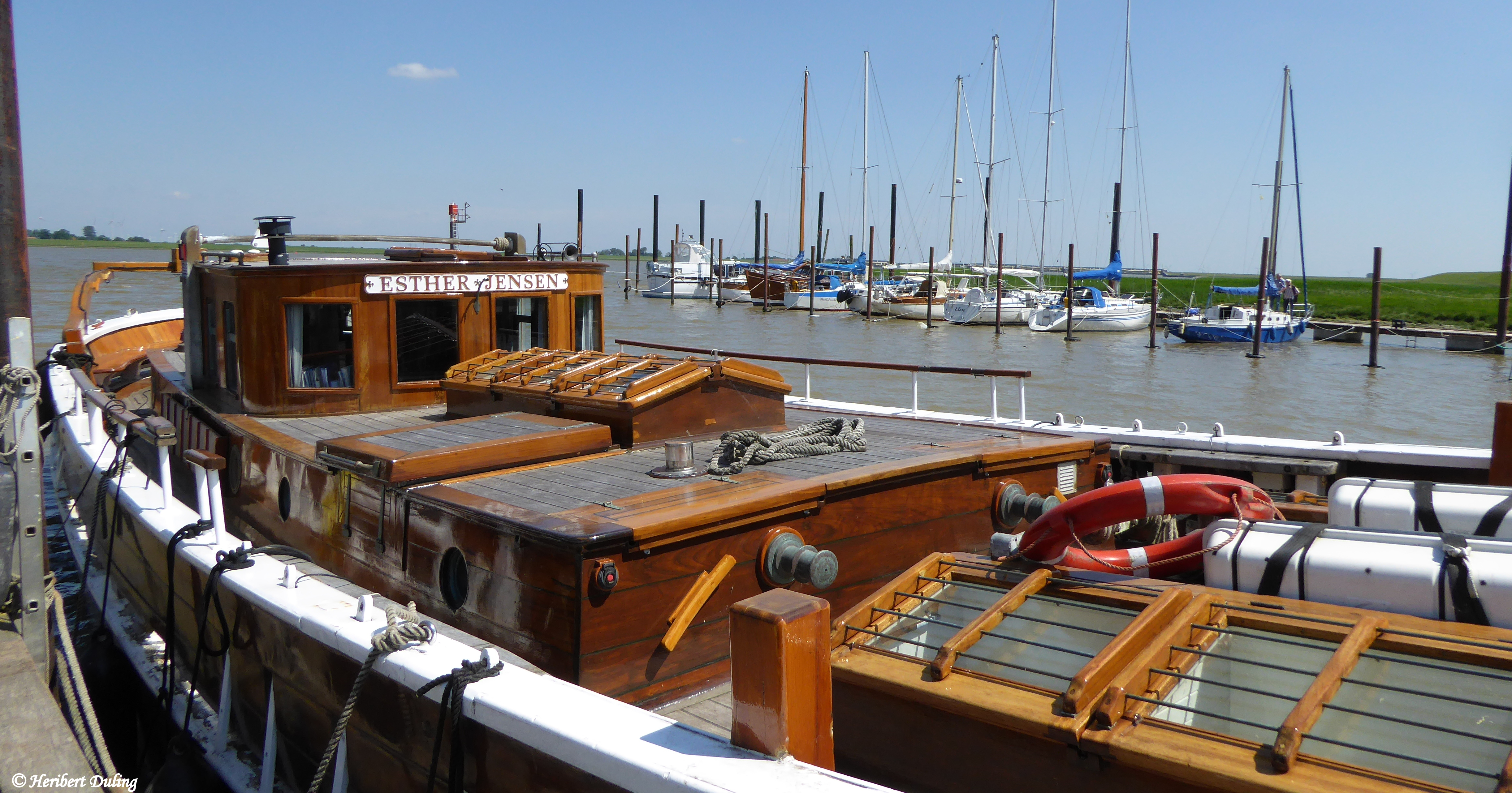
Hafen in Ditzum, 2018

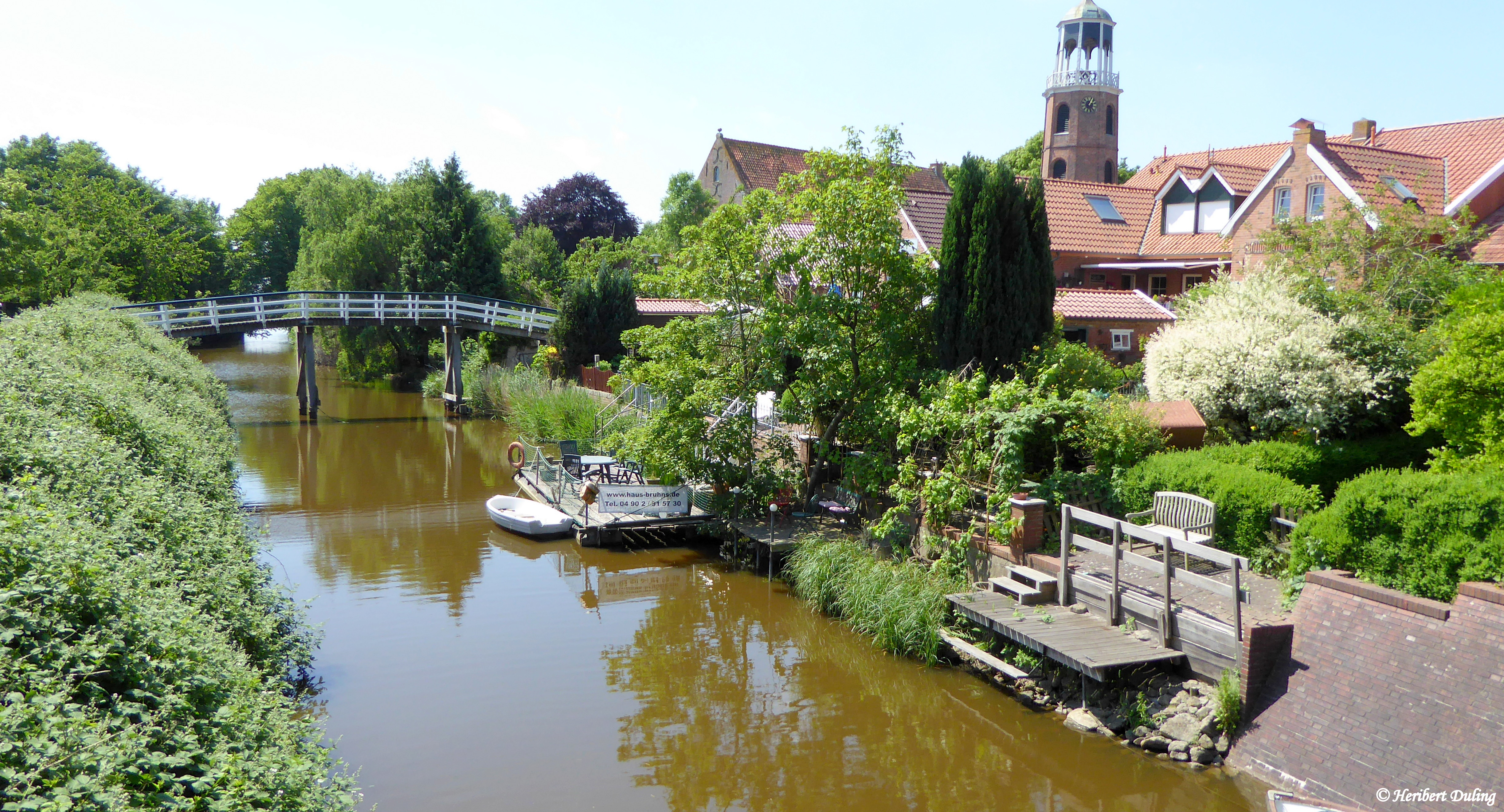
Ditzum-Bunder Sieltief, 2018

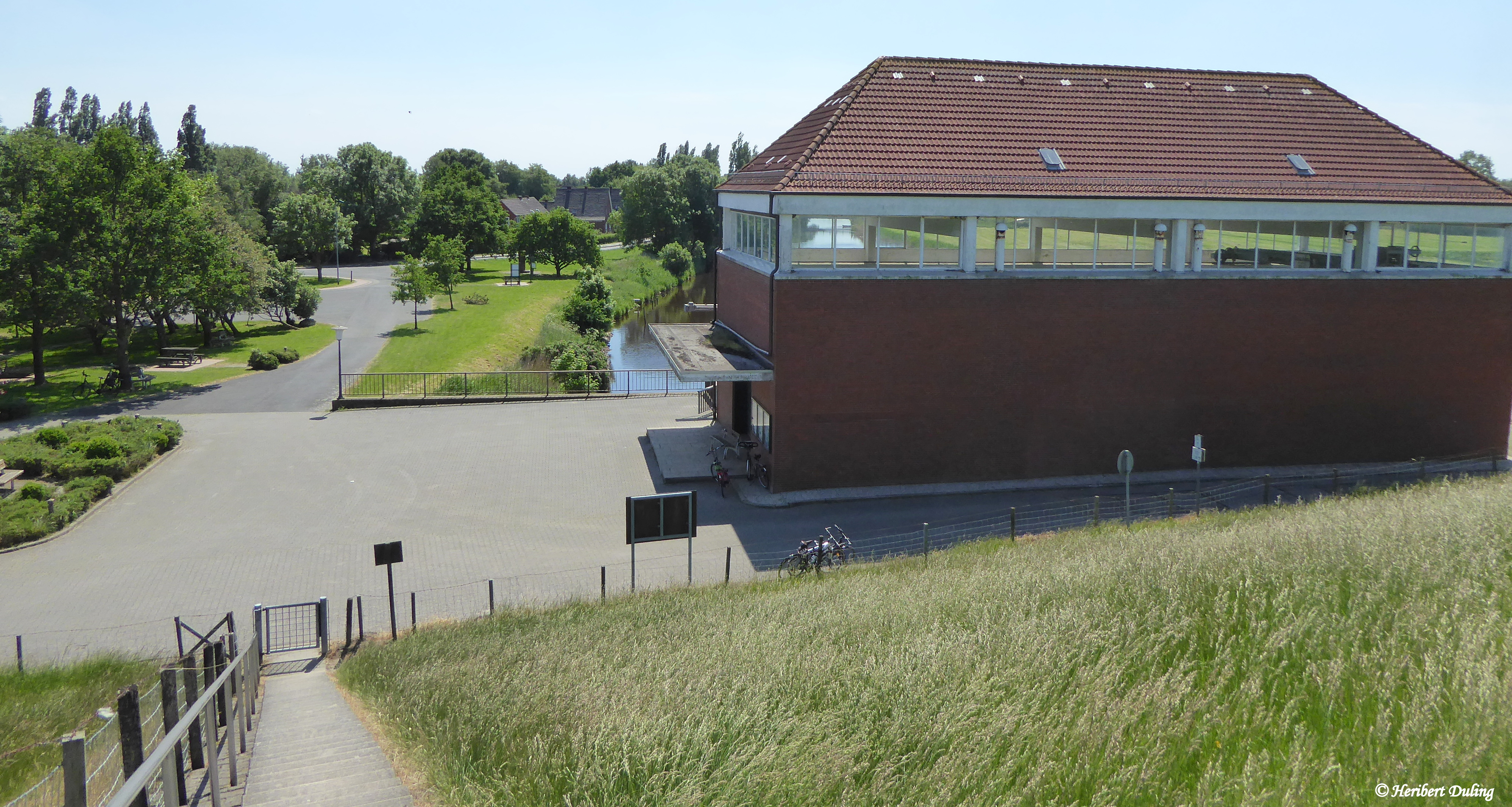
Ditzumer Siel-Schöpfwerk, 2018

Die Siedlungs- und Wirtschaftsgeschichte Ditzums ist untrennbar mit den Entwicklungen von Ems und Dollart und der Entwässerung des Niederrheiderlandes verknüpft. Die heutige Situation ist Resultat des mittelalterlichen Dollarteinbruchs und den Bemühungen um Rückgewinnung und Urbarmachung verloren gegangener Marschländereien.
Mitte des 16. Jahrhunderts war der Emsdeich noch von geringer Höhe und bestand zwischen Pogum bis Nendorp aus Bohlen. Binnenentwässerung und Abdämmung des Ditzumer Priels zur Ems erfolgten vermutlich durch ein kleines Klappsiel unter dem Deich. Durch dieses Siel entstand emsseitig ein trichterförmiges Außentief, das den Ursprung des heutigen Muhdehafens (von altfriesisch mutha = Mündung) bildet. Dieser Hafen ermöglichte den Umschlag von Waren und bildete so die Grundlage für einen gewissen Wohlstand.
Der Deich verhinderte aber zunehmend die Entwässerung der landeinwärtigen Niederungen („Hammrich“) durch natürliche Priele. Besonders die nach der verheerenden Cosmas- und Damianflut von 1509 geänderten Entwässerungsbedingungen des Ditzumer Hinterlandes machten eine bessere Entwässerung erforderlich. Daher wurde 1546 ein noch aus Holz errichtetes Siel als Deichdurchlass gebaut. Um 1590 besaß Ditzum den größten Hafen des nördlichen Rheiderlands, der von Emmius 1616 als „guter Hafen“ charakterisiert wird. Um 1600 wird erstmals die bis heute bestehende Fähre erwähnt.
Nachdem Ostfriesland 1744 an Preußen gefallen war, wurde der Küstenschutz in technischer Hinsicht stark verbessert. Gleichzeitig gab die Einpolderung fruchtbarer Dollartgebiete starke wirtschaftliche Impulse, jedoch war die zusätzliche Entwässerung des 3000 ha großen Bunder-Interessen-Polders über das kleine Ditzumer Siel begrenzt. Daher ersetzte man 1752 den im Jahr zuvor durch eine Sturmflut massiv beschädigten hölzernen Durchlass durch ein leistungsfähigeres, gemauertes Siel. Dieses dreitorige Gewölbesiel war 6,28 m breit und 13,8 m lang. Es konnte von kleinen Stromschiffen bei niedergelegtem Mast passiert werden. Der größere Wasserabfluss dieses Siels vertiefte den Hafen, wodurch nun auch größere Schiffe anlegen konnten. Da das Sieltief bis Ditzumerverlaat schiffbar war, profitierte der Hafenumschlag auch durch die Bautätigkeit in den Poldergebieten und dem Bunder Hinterland.
In der Folge wurde der kleine Hafen ab 1820 ausgebaut: Duckdalben erleichterten das Festmachen der Lastkähne und nachdem bisher nur die östliche Hafenseite bedeicht war, entstand nun auch westlich des Hafens ein niedriger Deich. Dieser Deich wurde aber bereits am 3./4. Februar 1825 bei einer schweren Sturmflut überströmt, wobei Ditzum fast vollständig überflutet war, 2 Häuser waren Totalschäden sowie 21 Häuser stark zerstört.

Ein weiterer Aufschwung des Hafenverkehrs erfolgte 1835 durch den Bau einer Sägewindmühle am Tief (1953 abgerissen). Dieser Betrieb wie auch der zunehmende Warenaustausch mit den Poldergebieten machten 1841/´42 eine Vertiefung des Sieltiefs bis Ditzumerverlaat erforderlich.
1891 wurde das baufällige Siel durch ein schleusbares Gewölbesiel mit einer größeren Durchflussweite von 7 m ersetzt, so dass Versorgungsschiffe besser passieren konnten. Dieses Siel ist bis heute ortsbildprägend und das letzte große Gewölbesiel des Rheiderlands in Funktion.
1897 nahm die gemeindeeigene Dampffähre nach Petkum ihren lukrativen Betrieb auf. Im gleichen Jahr wurde ein neues Deichgatt gebaut, das Hafen und Fähre besser erreichbar machte und bereits kurze Zeit später von einer Loren-Eisenbahn zwischen der um die Jahrhundertwende gegründeten Mansholt’schen Dampfziegelei und dem Hafenkai genutzt wurde.
Anfang des 20. Jahrhunderts wurde der Hafen erneut zu klein für den Warenschlag und die mittlerweile auf 40 Fahrzeuge angewachsene Fischereiflotte. Daher regten 1902 Fischer den Ausbau des Sielhafens zu einem modernen Fischereihafen mit sicheren Lösch- und Liegeplätzen an. Diese Arbeiten waren 1908 abgeschlossen. Ditzum erhielt hierdurch einen erhöhten Hafendeich, etwa 60 m befestigten Liegeplatz, neue Duckdalben sowie das heutige Deichgatt im Hafendeich.
Nach starken Rückgängen in Schiffsverkehr und Umschlag während des Ersten Weltkriegs belebte sich der Hafen in den 1920er Jahren durch Wiederinbetriebnahme der kriegsbedingt stillgelegten Ziegeleien, einer neuen Granatdarre (Gründung 1919, Schließung 1980, Abriss 2005) mit eigener Landungsbrücke sowie der 1928 erfolgten Auslagerung der Bültjer Werft „butendieks“ an ihren heutigen Standort wieder.

Ende des Zweiten Weltkrieges wurden am 24. April 1945 die Sieltore gesprengt, wodurch die Landwirtschaft in der Nachkriegszeit lange unter eindringendem Salzwasser und regelmäßigen Überflutungen litt. Auch in diesem Zusammenhang wurde 1956 das Schöpfwerk westlich des Ortes in Betrieb genommen, das für etwa 5000 ha die Binnenentwässerung wesentlich verbesserte. Nachteilige Folge für den Hafen war aber die Abnahme des Wasserabflusses durch das alte Siel, wodurch sich die Verschlickung des Hafens verstärkte.
Der Hafen erlebte in der frühen Nachkriegszeit nochmals eine kurze Blüte durch die Verfrachtung von Ziegelsteinen, Torf und Kohle. Der Fährbetrieb boomte, da durch die gesprengte Leeraner Emsbrücke die Ditzumer Fähre in der Region lange Zeit einziger Verbindungsweg über die Ems war. Hinzu kamen Hamsterer, die Lebensmittel eintauschen wollten. Der regelmäßige Fährbetrieb wurde erst 1949 wieder aufgenommen. 15 Jahre später gewann die Fähre große Bedeutung für Pendler zum Emder VW-Werk.
Die verheerende Sturmflut vom 16./17. Februar 1962 gefährdete durch Deichrutschungen vor allem das nahe Pogum, aber auch die Ditzumer Kirchstraße stand unter Wasser. In der Folge wurden wie in vielen anderen Orten die Deiche erhöht und verbreitert. Von hoher Bedeutung waren spätere Überlegungen zum Sturmflutschutz, die sich auf die Schwachstelle des trichterförmigen Deicheinschnitts vom Ditzumer Hafen bezogen: die sog. Durchdeichung (Verkürzung bzw. Begradigung der Deichlinie und Verlegung des Hafens außendeichs) oder die Umdeichung (Erhaltung von Hafen und Deichlinie bei gleichzeitiger Erhöhung durch eine aufgesetzte Deichmauer). 1983 entschied sich die Rheider Deichacht auch wegen der Proteste in der Bevölkerung zur Umdeichungs-Lösung. Der Sielhafen blieb dadurch voll funktionsfähig und auch das Erscheinungsbild des Ortes erhalten.
Die jüngste Maßnahme zum Küstenschutz war der Bau des Emssperrwerkes nahe Ditzum. Dieses Bauwerk wurde 2002 in Betrieb genommen und dient neben dem Küstenschutz auch der Erleichterung der Überführung großer Schiffe, die auf der Meyer Werft gebaut wurden. Aufgrund ökologischer Folgen des Aufstauens des Flusses ist es ökologisch umstritten. Im Zusammenhang mit Emsvertiefungen drohte 2007 der Weggang der Krabbenfischer. Die geänderten Strömungsverhältnisse der Ems wirken durch Verlagerung der angestammten Fangreviere im Dollart nachteilig auf die Ditzumer Fischerei.
Mit dem Ende der Ziegeleiindustrie in den 1970er-Jahren verlor der Hafen ein wirtschaftliches Standbein, gewann dafür aber zunehmend Bedeutung für die Freizeitschifffahrt und Touristik (Fährverbindungen nach Delfzijl, Borkum, Petkum, Verbindung der Radfernwanderwege Emsradweg, Dollard Route und des Nordseeküsten-Radwegs). Prägend für den heutigen Hafenbetrieb ist neben der Kutterflotte die Bültjer Bootswerft, die mit ihrer Spezialisierung auf den Holzschiffbau und Traditionsschiffe einzigartig an der Nordseeküste ist. Sie hat bis zur Jahrtausendwende fast 250 Neubauten hergestellt.

## Museen
Das kleine „Fiskereemuseum“ der „Ditzumer Haven- un Kuttergemeenskupp“ gibt einen Einblick in die Emsfischerei. Zu den Exponaten gehören die früher verwendeten Baumwollnetze, Segel, Blöcke aus Holz, wie sie auf traditionellen Seglern verwendet wurden, Reusen, Rettungsringe und maritime Gemälde. Auch eine alte Netzkarre gehört dazu. Prunkstück der Ausstellung ist ein maßstabsgetreues Kuttermodell. Das Museum befindet sich direkt im Hafen auf dem Gelände der ehemaligen Granatdarre. Es ist nur sonntags geöffnet, der Eintritt ist frei.
Ein weiteres kleines, maritim ausgerichtetes Museum beherbergt ab März 2016 Deutschlands größte Sammlung von Buddelschiffen. Präsentiert wird in 30 Schauvitrinen eine Armada von 600 Schiffsexponaten. Mit dem 0,682 Meter langen Modell des dreimastigen Walfängers Lagoda in einer 129 Liter fassenden Ballonflasche wird das größte Buddelschiff der Welt ausgestellt. Weitere berühmte Schiffsmodelle sind der Seenotrettungskreuzer Alfried Krupp, das Feuerschiff Elbe I oder die Titanic. Der Standort des Museums ist an der Pogumer Straße.

## Trivia
Der Ditzumer Hafen und die Kirche waren mehrfach Drehorte der Friesland-Krimireihe des Zweiten Deutschen Fernsehens (Titel: Friesland – Familiengeheimnisse, Friesland – Mörderische Gezeiten).

## Persönlichkeiten
- Claas Hugo Humbert (1830–1904), Romanist
- Wolbert Wolberts Smidt (1814–1859), Dorflehrer, Organist, Dichter
- Hermann Tempel (1889–1944), Politiker (SPD)

## Galerie

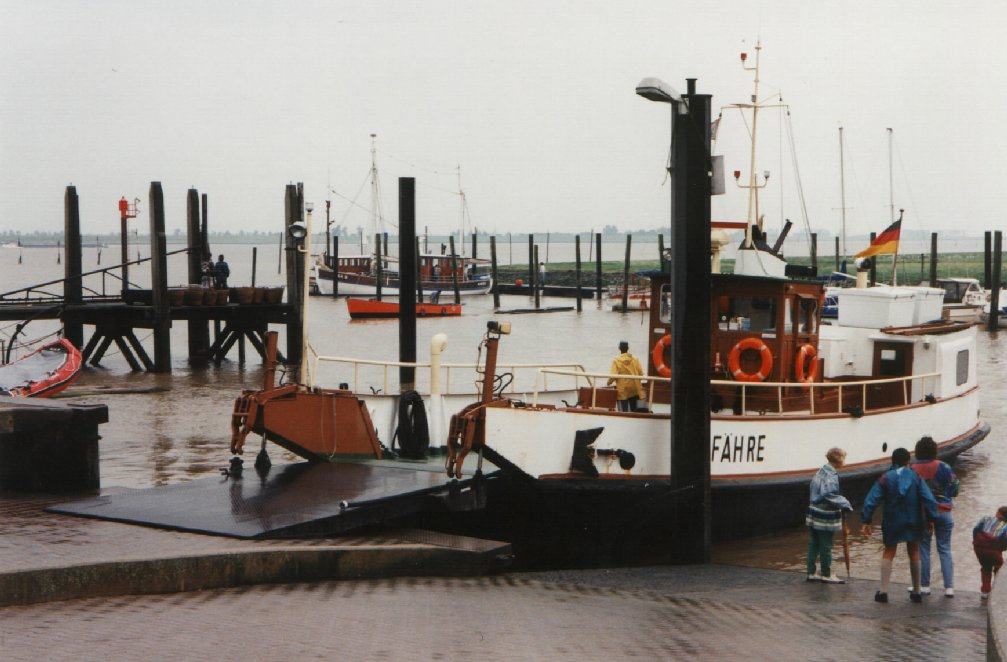
Emsfähre im Muhdehafen von Ditzum
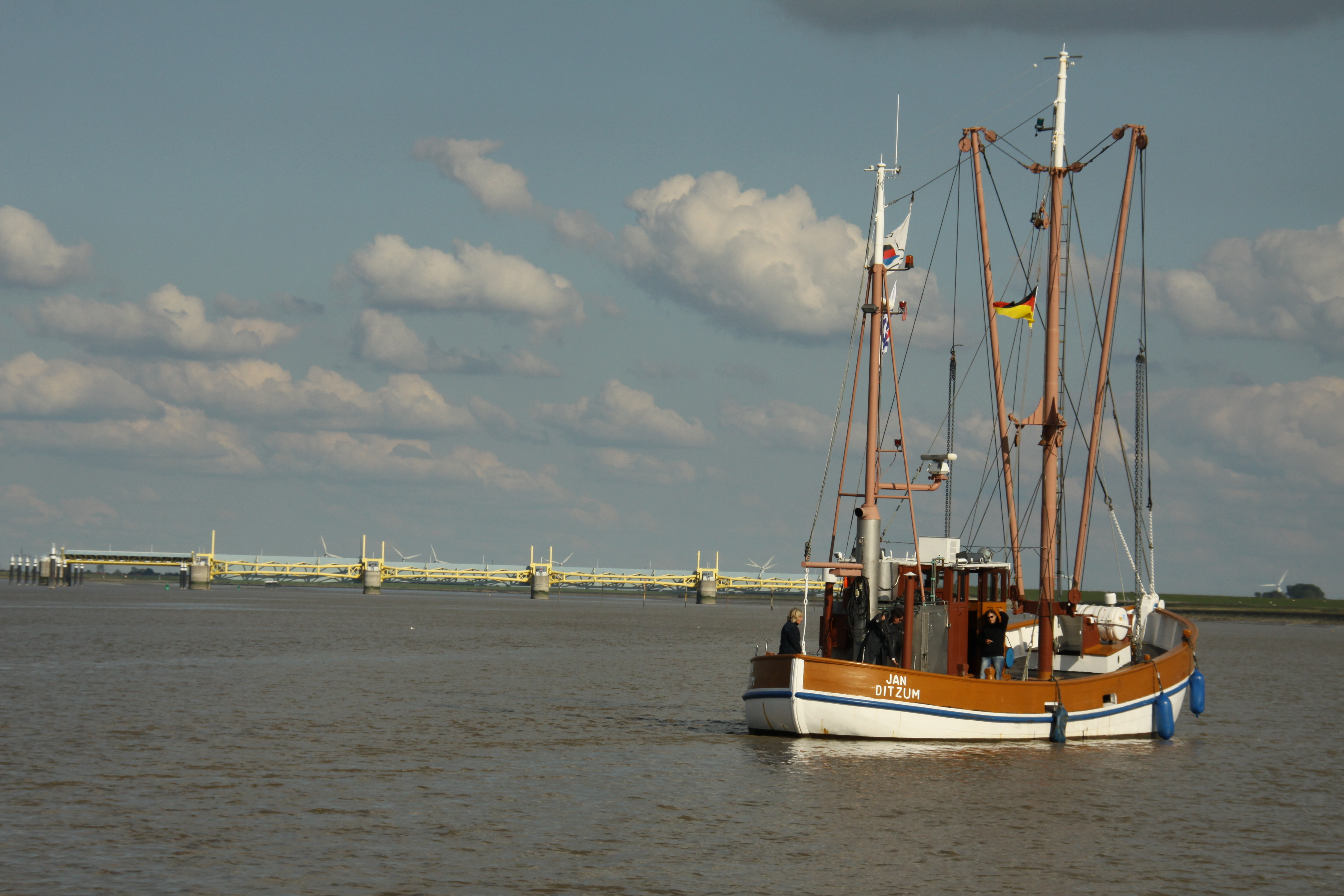
Fischkutter Ditzum auf der Ems bei Ditzum
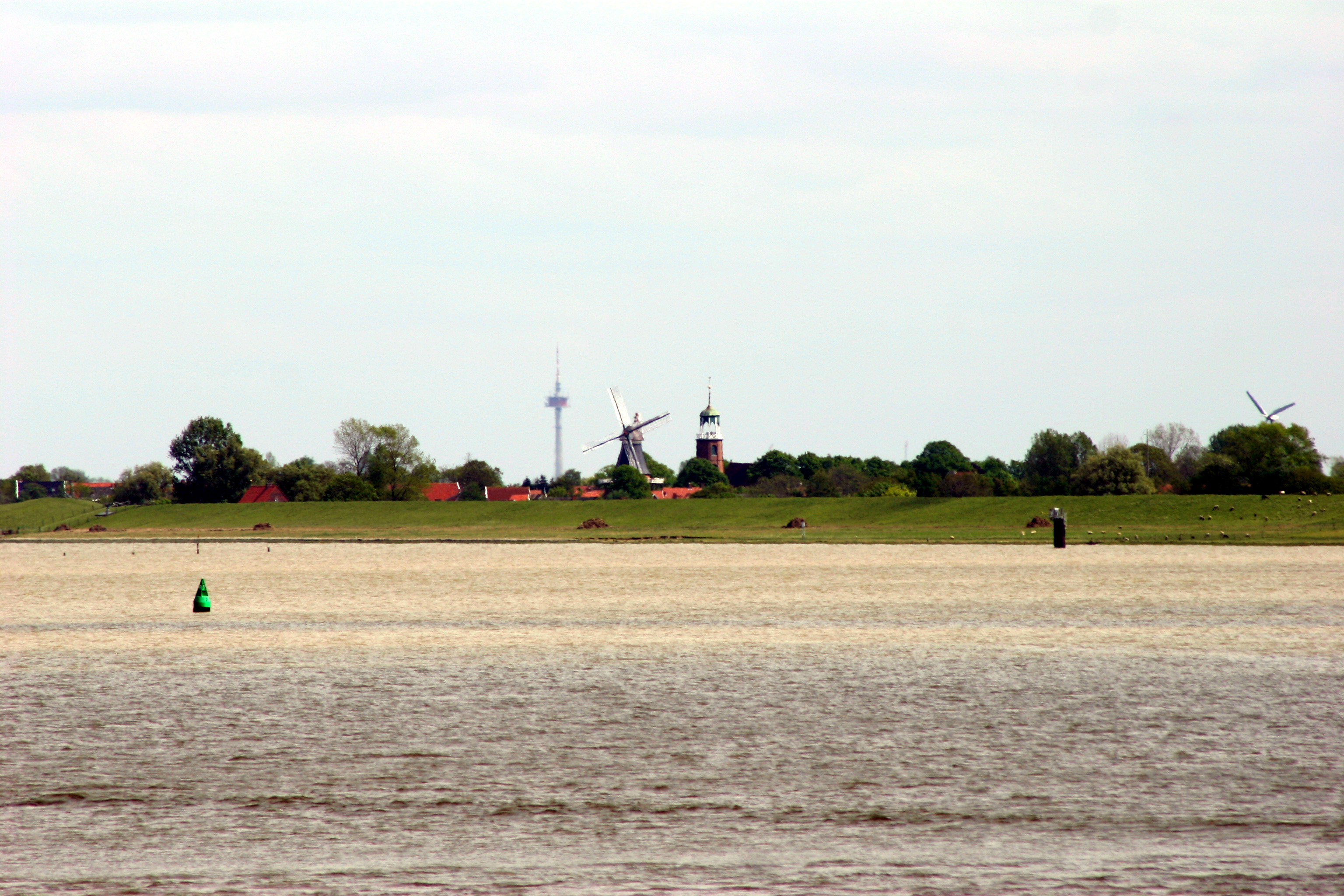
Ditzum vom anderen Ufer der Ems in Emden-Borssum aus gesehen, im Hintergrund der Fernsehturm in Leer-Nüttermoor
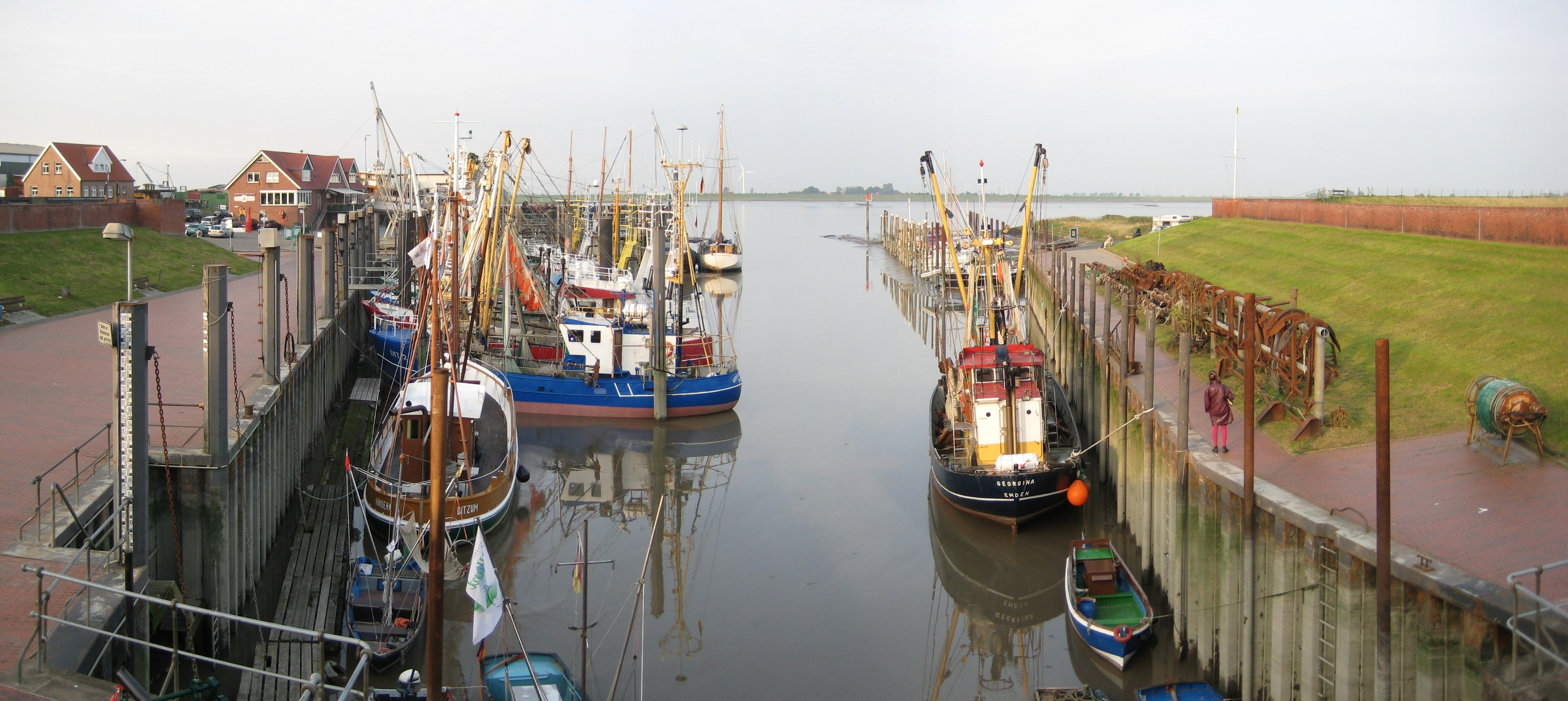
Ditzum, Hafen, gesehen vom Siel (2008)
Der Ditzumer Hafen und der Wohnmobilplatz vom Deich aus gesehen
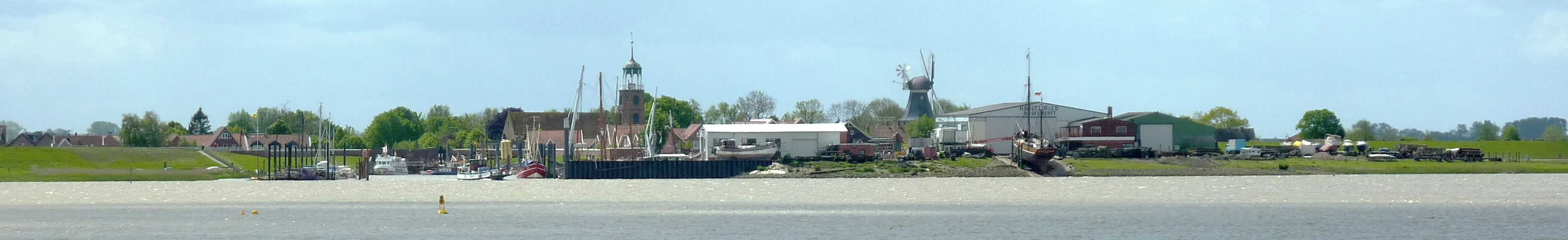
Der Ditzumer Hafen mit Bootswerft, Mühle und Kirche
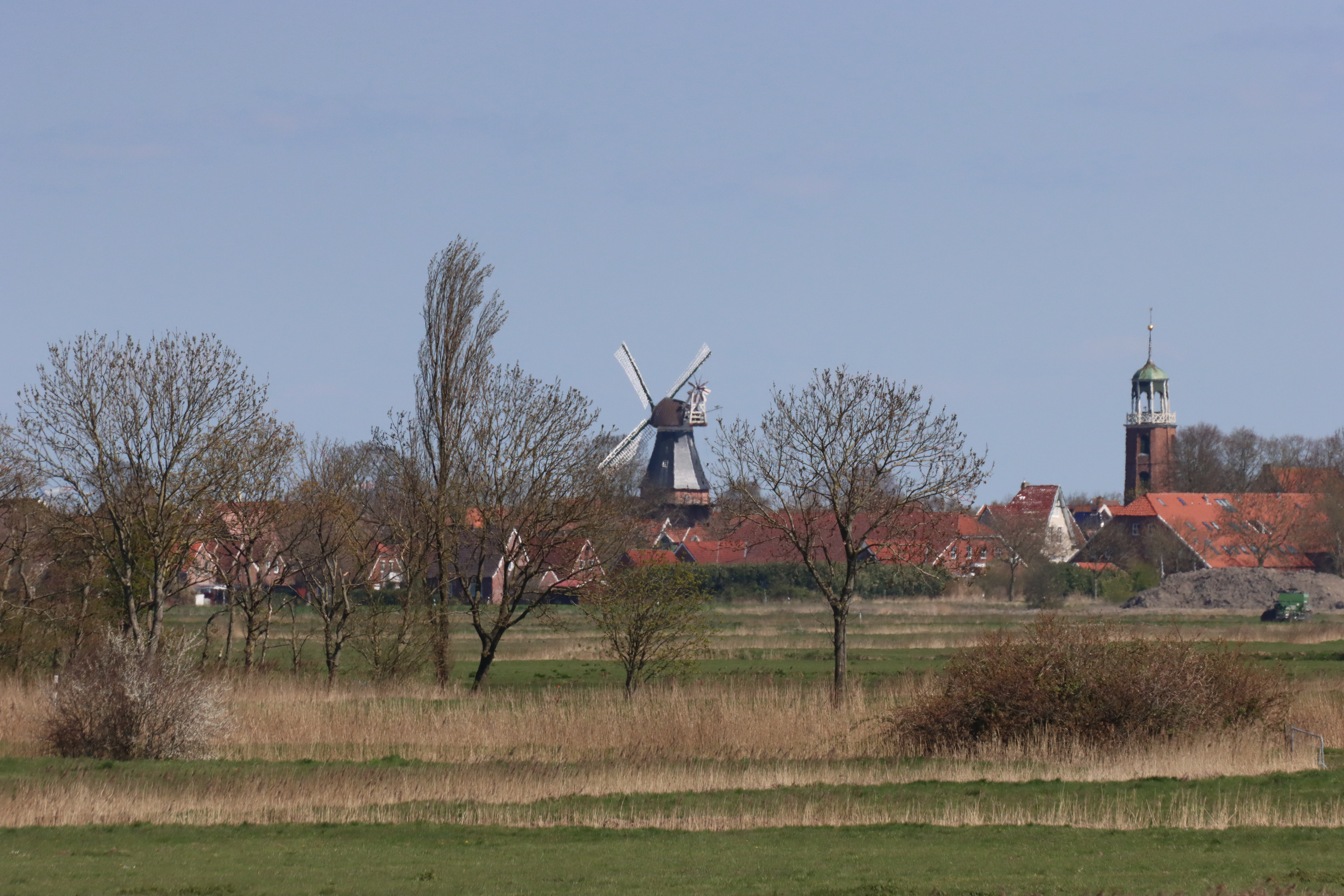
Ansicht von Ditzum von Westen